# Liste der Preisträger und Nominierten des Schweizer Buchpreises
Die Liste der Preisträger und Nominierten des Schweizer Buchpreises verzeichnet die ausgezeichneten und nominierten Werke seit der ersten Verleihung des Schweizer Buchpreises im Jahr 2008. Ebenfalls angefügt sind die Jurymitglieder der jeweiligen Jahrgänge.

## Preisträger und Nominierungen

### 2008
Hauptpreis:
- Rolf Lappert: Nach Hause schwimmen. Roman. ISBN 978-3-446-20992-3.

Weitere Nominierte:
- Lukas Bärfuss: Hundert Tage. Roman. ISBN 978-3-8353-0271-6.
- Anja Jardine: Als der Mond vom Himmel fiel. Erzählungen. ISBN 978-3-0369-5518-6.
- Adolf Muschg: Kinderhochzeit. Roman. ISBN 978-3-518-42032-4.
- Peter Stamm: Wir fliegen. Erzählungen. ISBN 978-3-10-075128-7.

Es waren insgesamt 84 Titel vorgeschlagen. Die Preisverleihung fand am 16. November 2008 auf der Buch.08 in Basel statt. Adolf Muschg hatte sein Werk am Vorabend der Preisverleihung von der Nominierungsliste streichen lassen mit der Begründung, gute Bücher seien nicht vergleichbar.

### 2009
Hauptpreis:
- Ilma Rakusa: Mehr Meer. Erinnerungspassagen. ISBN 978-3-85420-760-3.

Weitere Nominierte:
- Eleonore Frey: Muster aus Hans. Ein Bericht. ISBN 978-3-85420-749-8.
- Jürg Laederach: Depeschen nach Mailland. E-Mails, herausgegeben von Michel Mettler, ISBN 978-3-518-42059-1.
- Angelika Overath: Flughafenfische. Roman. ISBN 978-3-630-87307-7.
- Urs Widmer: Herr Adamson. Roman. ISBN 978-3-257-06718-7.

Es waren insgesamt 61 Titel vorgeschlagen. Die Preisverleihung fand am 15. November 2009 statt.

### 2010
Hauptpreis:
- Melinda Nadj Abonji: Tauben fliegen auf. Roman. ISBN 978-3-902497-78-9.

Weitere Nominierte:
- Dorothee Elmiger: Einladung an die Waghalsigen. Roman. ISBN 978-3-8321-9612-7.
- Urs Faes: Paarbildung. Roman. ISBN 978-3-518-42171-0.
- Pedro Lenz: Der Goalie bin ig. Roman. ISBN 978-3-905825-17-6.
- Kurt Marti: Notizen und Details 1964–2007. Beiträge aus der Zeitschrift Reformatio. ISBN 978-3-290-17541-2.

Es waren insgesamt 69 Titel vorgeschlagen. Die Preisverleihung fand am 14. November 2010 im Rahmen der BuchBasel statt. Erstmals gab es die Möglichkeit, unabhängig vom Entscheid der Jury Public Votings (Publikumsstimmen) abzugeben.

### 2011
Hauptpreis:
- Catalin Dorian Florescu: Jacob beschließt zu lieben. Roman. ISBN 978-3-406-61267-1.

Weitere Nominierte:
- Monica Cantieni: Grünschnabel. Roman. ISBN 978-3-89561-345-6.
- Felix Philipp Ingold: Alias. Portrait. ISBN 978-3-88221-553-3.
- Charles Lewinsky: Gerron. Roman. ISBN 978-3-312-00478-2.
- Peter Stamm: Seerücken. Erzählungen. ISBN 978-3-10-075133-1.

Es waren insgesamt 60 Titel vorgeschlagen. Die Preisverleihung fand am 20. November 2011 an der BuchBasel statt.

### 2012
Hauptpreis:
- Peter von Matt: Das Kalb vor der Gotthardpost. Essays.

Weitere Nominierte:
- Sibylle Berg: Vielen Dank für das Leben. Roman.
- Ursula Fricker: Ausser sich. Roman.
- Thomas Meyer: Wolkenbruchs wunderliche Reise in die Arme einer Schickse. Roman.
- Alain Claude Sulzer: Aus den Fugen. Roman.

Es waren insgesamt 76 Titel vorgeschlagen. Die Preisverleihung fand am 11. November 2012 anlässlich der BuchBasel statt, erstmals im Theater Basel. 2012 wurde erstmals ein nicht-belletristisches Werk ausgezeichnet.

### 2013
Hauptpreis:
- Jens Steiner: Carambole. Roman. ISBN 978-3-908777-92-2.

Weitere Nominierte:
- Ralph Dutli: Soutines letzte Fahrt. Roman. ISBN 978-3-8353-1208-1.
- Roman Graf: Niedergang. Roman. ISBN 978-3-8135-0566-5.
- Jonas Lüscher: Frühling der Barbaren. Novelle. ISBN 978-3-406-64694-2.
- Henriette Vásárhelyi: immeer. Roman. ISBN 978-3-908777-93-9.

Es waren insgesamt 82 Titel vorgeschlagen. Die Preisverleihung fand am 27. Oktober 2013 im Theater Basel statt.

### 2014
Hauptpreis:
- Lukas Bärfuss: Koala.

Weitere Nominierte:
- Dorothee Elmiger: Schlafgänger.
- Heinz Helle: Der beruhigende Klang von explodierendem Kerosin.
- Guy Krneta: Unger üs.
- Gertrud Leutenegger: Panischer Frühling.

Die Verleihung im Rahmen der BuchBasel fand am 9. November statt, wiederum im Theater Basel.

### 2015
Hauptpreis:
- Monique Schwitter: Eins im Andern

Weitere Nominierte:
- Martin R. Dean: Verbeugung vor Spiegeln
- Dana Grigorcea: Das primäre Gefühl der Schuldlosigkeit
- Meral Kureyshi: Elefanten im Garten
- Ruth Schweikert: Wie wir älter werden

Die Verleihung im Rahmen der BuchBasel fand am 8. November im Theater Basel statt.

### 2016
Hauptpreis:
- Christian Kracht: Die Toten. Kiepenheuer & Witsch, Köln 2016, ISBN 978-3-462-04554-3.

Weitere Nominierte:
- Sacha Batthyany: Und was hat das mit mir zu tun? Kiepenheuer & Witsch, Köln 2016, ISBN 978-3-462-04831-5.
- Christoph Höhtker: Alles sehen. Ventil, Mainz 2015, ISBN 978-3-95575-045-9.
- Charles Lewinsky: Andersen. Nagel & Kimche, Zürich 2016, ISBN 978-3-312-00689-2.
- Michelle Steinbeck: Mein Vater war ein Mann an Land und im Wasser ein Walfisch. Lenos, Basel 2016, ISBN 978-3-85787-469-7.

Die Verleihung fand am 13. November im Rahmen der BuchBasel im Theater Basel statt.

### 2017
Hauptpreis:
- Jonas Lüscher: Kraft. C. H. Beck, München 2017, ISBN 978-3-406-70531-1.

Weitere Nominierte:
- Martina Clavadetscher: Knochenlieder. Edition Bücherlese, Hitzkirch 2017, ISBN 978-3-906907-01-7.
- Urs Faes: Halt auf Verlangen. Ein Fahrtenbuch. Suhrkamp, Frankfurt am Main 2017, ISBN 978-3-518-42583-1.
- Lukas Holliger: Das kürzere Leben des Klaus Halm. Zytglogge, Oberhofen 2017, ISBN 978-3-7296-0949-5.
- Julia Weber: Immer ist alles schön. Limmat, Zürich 2017, ISBN 978-3-85791-823-0.

Die Verleihung fand am 12. November im Rahmen der BuchBasel im Theater Basel statt. Urs Faes nahm nicht an der Verleihung teil. Er störte sich daran, dass die SRF-Redaktorin Nicola Steiner in ihrer Moderation der Late-Night-Show zum Jubiläum des Preises eine scharfe Kritik seines Buches von Juror Martin Ebel zitierte und Jonas Lüscher als ihren Favoriten nannte. Die früheren Preisträger solidarisierten sich anlässlich der Preisverleihung mit Faes.

### 2018
Hauptpreis:
- Peter Stamm: Die sanfte Gleichgültigkeit der Welt, Fischer

Weitere Nominierte:
- Heinz Helle: Die Überwindung der Schwerkraft, Suhrkamp
- Julia von Lucadou: Die Hochhausspringerin, Hanser Berlin
- Gianna Molinari: Hier ist noch alles möglich, Aufbau
- Vincenzo Todisco: Das Eidechsenkind, Rotpunktverlag

Die Verleihung fand am 11. November im Rahmen der BuchBasel statt.

### 2019
Hauptpreis:
- Sibylle Berg: GRM. Brainfuck. Kiepenheuer & Witsch, Köln 2019, ISBN 978-3-462-05143-8.

Weitere Nominierte:
- Simone Lappert: Der Sprung. Roman. Diogenes, Zürich 2019, ISBN 978-3-257-07074-3
- Tabea Steiner: Balg. Roman. Edition Bücherlese, Luzern 2019, ISBN 978-3-906907-19-2
- Alain Claude Sulzer: Unhaltbare Zustände. Roman. Galiani, Berlin 2019, ISBN 978-3-86971-194-2
- Ivna Žic: Die Nachkommende. Roman. Matthes & Seitz, Berlin 2019, ISBN 978-3-95757-769-6

Die Verleihung fand am 10. November im Rahmen der BuchBasel statt.

### 2020
Hauptpreis:
- Anna Stern: das alles hier, jetzt. Salis, Zürich 2020.

Weitere Nominierte:
- Dorothee Elmiger: Aus der Zuckerfabrik. Hanser, München 2020.
- Tom Kummer: Von schlechten Eltern. Klett-Cotta, Stuttgart 2020.
- Charles Lewinsky: Der Halbbart. Diogenes, Zürich 2020.
- Karl Rühmann: Der Held. rüffer & rub, Zürich 2020.

Die Verleihung fand am 8. November im Rahmen der BuchBasel statt.

### 2021
Hauptpreis:
- Martina Clavadetscher: Die Erfindung des Ungehorsams. Roman. Unionsverlag, Zürich 2021.

Weitere Nominierte:
- Thomas Duarte: Was der Fall ist. Roman. Lenos, Basel 2021.
- Michael Hugentobler: Feuerland. Roman. Dtv, München 2021.
- Christian Kracht: Eurotrash. Roman. Kiepenheuer & Witsch, Köln 2021 (zurückgezogen)[11].
- Veronika Sutter: Grösser als Du. Roman. Edition 8, Zürich 2021.

Es wurden insgesamt 98 Titel vorgeschlagen. Die Verleihung fand am 7. November im Rahmen der BuchBasel statt.
Christian Kracht zog sechs Tage nach Bekanntgabe der Shortlist seine Kandidatur zurück. Er begründete dies damit, dass er, der den Preis bereits 2016 gewonnen hatte, den anderen Nominierten eine grössere Chance geben und «der Diskussion über die Förderung meines Werkes, wie sie bisweilen in einigen Schweizer Medien betrieben wird, nicht weiteren Stoff liefern» wolle.

### 2022
Hauptpreis:
- Kim de l’Horizon: Blutbuch. DuMont, Köln 2022.

Weitere Nominierte:
- Simon Froehling: Dürrst. Roman. Bilger, Zürich 2022.
- Lioba Happel: Pommfritz aus der Hölle. Roman. pudelundpinscher, Wädenswil 2021.
- Thomas Hürlimann: Der Rote Diamant. Roman. Fischer, Frankfurt am Main 2022.
- Thomas Röthlisberger: Steine zählen. Roman. Edition Bücherlese, Luzern 2022.

Es wurden insgesamt 88 Titel von 58 Verlagen vorgeschlagen. Die Verleihung fand am 20. November im Rahmen der BuchBasel statt.

### 2023
Hauptpreis:
- Christian Haller: Sich lichtende Nebel. Novelle. Luchterhand, München 2023.

Weitere Nominierte:
- Demian Lienhard: Mr. Goebbels Jazz Band. Roman. Frankfurter Verlagsanstalt, Frankfurt am Main 2023.
- Sarah Elena Müller: Bild ohne Mädchen. Roman. Limmat, Zürich 2023.
- Adam Schwarz: Glitsch. Roman. Zytglogge, Basel 2023.
- Matthias Zschokke: Der graue Peter. Roman. Rotpunktverlag, Zürich 2023.

Es wurden insgesamt 85 Titel von 55 Verlagen vorgeschlagen. Die Verleihung fand am 19. November im Rahmen der BuchBasel statt.

### 2024
Hauptpreis:
- Zora del Buono: Seinetwegen. Roman. C.H. Beck, München 2024, ISBN 978-3-406-82240-7.

Weitere Nominierte:
- Mariann Bühler: Verschiebung im Gestein. Roman. Atlantis, Zürich 2024, ISBN 978-3-7152-5040-3.
- Martin R. Dean: Tabak und Schokolade. Roman. Atlantis, Zürich 2024, ISBN 978-3-7152-5039-7.
- Béla Rothenbühler: Polifon Pervers. Der gesunde Menschenversand, Luzern 2024, ISBN 978-3-03853-149-4.
- Michelle Steinbeck: Favorita. Roman. park x ullstein, Berlin 2024, ISBN 978-3-98816-000-3.

Es wurden insgesamt 84 Titel von 48 Verlagen vorgeschlagen. Die Verleihung fand am 17. November im Rahmen der BuchBasel statt.

## Jury

### 2008–2010
- Martin Ebel (Tages-Anzeiger)
- Sandra Leis (Der Bund)
- Manfred Papst (NZZ am Sonntag)
- Hans Ulrich Probst (DRS 2)
- Martin Zingg (freier Kritiker)

### 2011–2012
- Andreas Isenschmid (NZZ am Sonntag)
- Alexandra Kedves (Tages-Anzeiger)
- Christine Lötscher (freie Kritikerin, SIKJM)
- Hans Ulrich Probst
- Thomas Strässle (Privatdozent an der Universität Zürich)

### 2013
- Christine Lötscher (freie Kritikerin)
- Franziska Hirsbrunner (Radio SRF)
- Alexandra Kedves (Tages-Anzeiger)
- Andreas Nentwich (Wochenzeitschrift Sonntag)
- Thomas Strässle (Privatdozent an der Universität Zürich)

### 2014
- Corina Caduff (Kultur- und Literaturwissenschaftlerin ZHdK)
- Andreas Nentwich (Wochenzeitschrift Sonntag)
- Susana Petrin (Kulturredaktorin bz Basel)
- Heinrich Vogler (Literaturredaktor SRF)
- Ursula Zangger (Filialleiterin Orell Füssli Buchhandlung am Bellevue)

### 2015
- Urs Bugmann (Literaturkritiker)
- Corina Caduff (Kultur- und Literaturwissenschaftlerin ZHdK)
- Susanne Jäggi (Buchhändlerin, Eigentümerin der Buchhandlung Librium in Baden)
- Susanna Petrin (Kulturredaktorin bz Basel)
- Heinrich Vogler (Literaturredaktor SRF)

### 2016
- Urs Bugmann (Literaturkritiker)
- Susanna Petrin (Kulturredaktorin bz Basel)
- Esther Schneider (Redaktionsleiterin Literatur bei SRF)
- Philipp Theisohn (Förderprofessor für Neuere deutsche Literatur am Deutschen Seminar der Universität Zürich)
- Martina Tonidandel (Buchhändlerin und Geschäftsführerin Schuler Bücher AG Chur)

### 2017
- Sabine Graf (Leiterin Literaturhaus Zentralschweiz)
- Manfred Papst (Kulturredaktion NZZ am Sonntag)
- Esther Schneider (Redaktionsleiterin Literatur bei SRF)
- Ursula Stamm (Buchhändlerin Bücher-Fass Schaffhausen)
- Philipp Theisohn (Förderprofessor für Neuere deutsche Literatur an der Universität Zürich)

Wenige Tage nach der Preisverleihung erhob Lukas Bärfuss, der den Preis 2014 erhalten hatte, in der Frankfurter Allgemeinen Zeitung schwere Vorwürfe gegen die Verantwortlichen des Schweizer Buchpreises, die unter anderem die Unabhängigkeit der Jury betrafen; die Organisatoren würden an den Jurysitzungen teilnehmen und mitreden. Der Schweizer Buchhändler- und Verlegerverband (SBVV) stellte jede Einflussnahme in Abrede.

### 2018
- Sabine Graf (Leiterin Literaturhaus Zentralschweiz)
- Manfred Papst (Kulturredaktion NZZ am Sonntag)
- Christine Richard (freie Kritikerin)
- Ursula Stamm (Buchhändlerin Bücher-Fass Schaffhausen)
- Susanne Sturzenegger (Literaturredaktorin SRF)

### 2019
- Daniel Graf (Kulturredakteur Republik)
- Manfred Papst (Kulturredaktion NZZ am Sonntag)
- Christine Richard (freie Kritikerin)
- Monika Steiner (Buchhändlerin Münstergass Bern)
- Susanne Sturzenegger (Literaturredaktorin SRF)

### 2020
- Tommy Egger (Buchhändler Buchhandlung im Volkshaus Zürich)
- Daniel Graf (Kulturredakteur Republik)
- Annette König (Literaturbloggerin SRF)
- Christine Richard (freie Kritikerin)
- Hubert Thüring (Professor für Neuere deutsche Literaturwissenschaft an der Universität Basel)

### 2021
- Tommy Egger (Buchhändler Buchhandlung im Volkshaus Zürich)
- Sieglinde Geisel (freie Kritikerin)
- Daniel Graf (Kulturredakteur Republik)
- Annette König (Literaturbloggerin SRF)
- Hubert Thüring (Professor für Neuere deutsche Literaturwissenschaft an der Universität Basel)

### 2022
- Tanja Bhend (Buchhändlerin Buchhandlung am Platz Winterthur)
- Sieglinde Geisel (freie Kritikerin)
- Annette König (Literaturbloggerin SRF)
- Martina Läubli (Kulturjournalistin, NZZ am Sonntag)
- Yeboaa Ofosu (Kulturwissenschaftlerin, Literaturverantwortliche Migros-Kulturprozent)

### 2023
- Sieglinde Geisel (freie Kritikerin)
- Laurin Jäggi (Buchhändler, Inhaber Buchhandlung Librium, Baden)
- Michael Luisier (Literaturredaktor SRF)
- Joanna Nowotny (Literaturwissenschaftlerin, Mitarbeiterin am Schweizerischen Literaturarchiv und freischaffende Journalistin)
- Yeboaa Ofosu (Kulturwissenschaftlerin, Literaturverantwortliche Migros-Kulturprozent)

### 2024
- Laurin Jäggi (Buchhändler, Inhaber Buchhandlung Librium, Baden)
- Michael Luisier (Literaturredaktor SRF)
- Timo Posselt (Redakteur Die Zeit)
- Isabelle Vonlanthen (Stellvertretende Leiterin des Literaturhauses Zürich)
- Manuela Waeber (Freie Lektorin, Bibliotheksleiterin und Kulturberaterin)

### 2025
- Tim Felchlin (Literaturredaktor und Kulturjournalist für SRF und Radio Ö1)
- Martina Läubli (Kulturjournalistin NZZ am Sonntag und Leiterin Bücher am Sonntag)
- Simone Nuber (Buchhändlerin, libraria poesia clozza Scuol)
- Isabelle Vonlanthen (Stellvertretende Leiterin des Literaturhauses Zürich)
- Manuela Waeber (Freie Lektorin, Bibliotheksleiterin und Kulturberaterin)